# Черезе (Леко)
Черезе је насеље у Италији у округу Леко, региону Ломбардија.
Према процени из 2011. у насељу је живело 34 становника. Насеље се налази на надморској висини од 268 м.